# Ричмондский дворец
Ричмондский дворец (англ. Richmond Palace) — дворец в западном пригороде Лондона, Ричмонде. Любимая летняя резиденция королей Англии XIV—XVII веков, до настоящего времени не сохранившаяся.

## История
До середины XV века Ричмонд назывался Шин (англ. Sheen) и был обычным городком. В конце XIII века, во времена Эдуарда I, Шин стал имуществом короны: король перевёз сюда весь двор и построил дворец. В 1383 году Ричард II сделал Шин своей главной резиденцией — с тех пор дворец стал любимым летним местом жительства королей. В конце XV века дворец сгорел дотла, но Генрих VII вновь отстроил его (работы начались в 1499 году). При нём посёлок стали называть Ричмондом.
В Ричмондском дворце умерли Генрих VII († 21 апреля 1509) и его внучка королева Елизавета I († 24 марта 1603). В 1648 году, по приказу парламента, дворец продали на слом и разрушили: к середине XVIII века от него остались только два незначительных фрагмента — домик сторожа и гардеробные помещения.
Сейчас пригород Ричмонд — излюбленное место загородных прогулок лондонцев. Здесь находится коллегия методистов, обсерватория, театр, церковь и большой королевский парк на 912 гектаров. С холмов Ричмонда виден весь Лондон: Виндзорский замок, стадион регби в Твикенгеме, Темза.